# Sainte-Marie-sur-Ouche
Sainte-Marie-sur-Ouche [sɛ̃t maʁi syʁ uʃ] ist ein Dorf und eine Gemeinde mit 701 Einwohnern (Stand: 1. Januar 2022) im französischen Département Côte-d’Or in der Region Bourgogne-Franche-Comté (vor 2016 Bourgogne). Die Gemeinde gehört zum Arrondissement Dijon und zum Kanton Talant. Die Einwohner werden Ouchimariens genannt.

## Geographie
Sainte-Marie-sur-Ouche liegt etwa 19 Kilometer westsüdwestlich von Dijon an der Ouche. Die Gemeinde wird umgeben von Mâlain im Norden, Fleurey-sur-Ouche im Nordosten und Osten, Arcey im Osten und Südosten, Gissey-sur-Ouche im Süden und Südwesten, Agey im Westen sowie Prâlon im Nordwesten. 
Die Gemeinde liegt im Tal der Ouche am Schifffahrtskanal Canal de Bourgogne. Durch die Gemeinde führt die Autoroute A38.

## Bevölkerungsentwicklung
| Jahr                       | 1962 | 1968 | 1975 | 1982 | 1990 | 1999 | 2006 | 2013 | 2019 |
| Einwohner                  | 384  | 408  | 388  | 560  | 593  | 589  | 623  | 701  | 692  |
| Quellen: Cassini und INSEE |      |      |      |      |      |      |      |      |      |

## Sehenswürdigkeiten

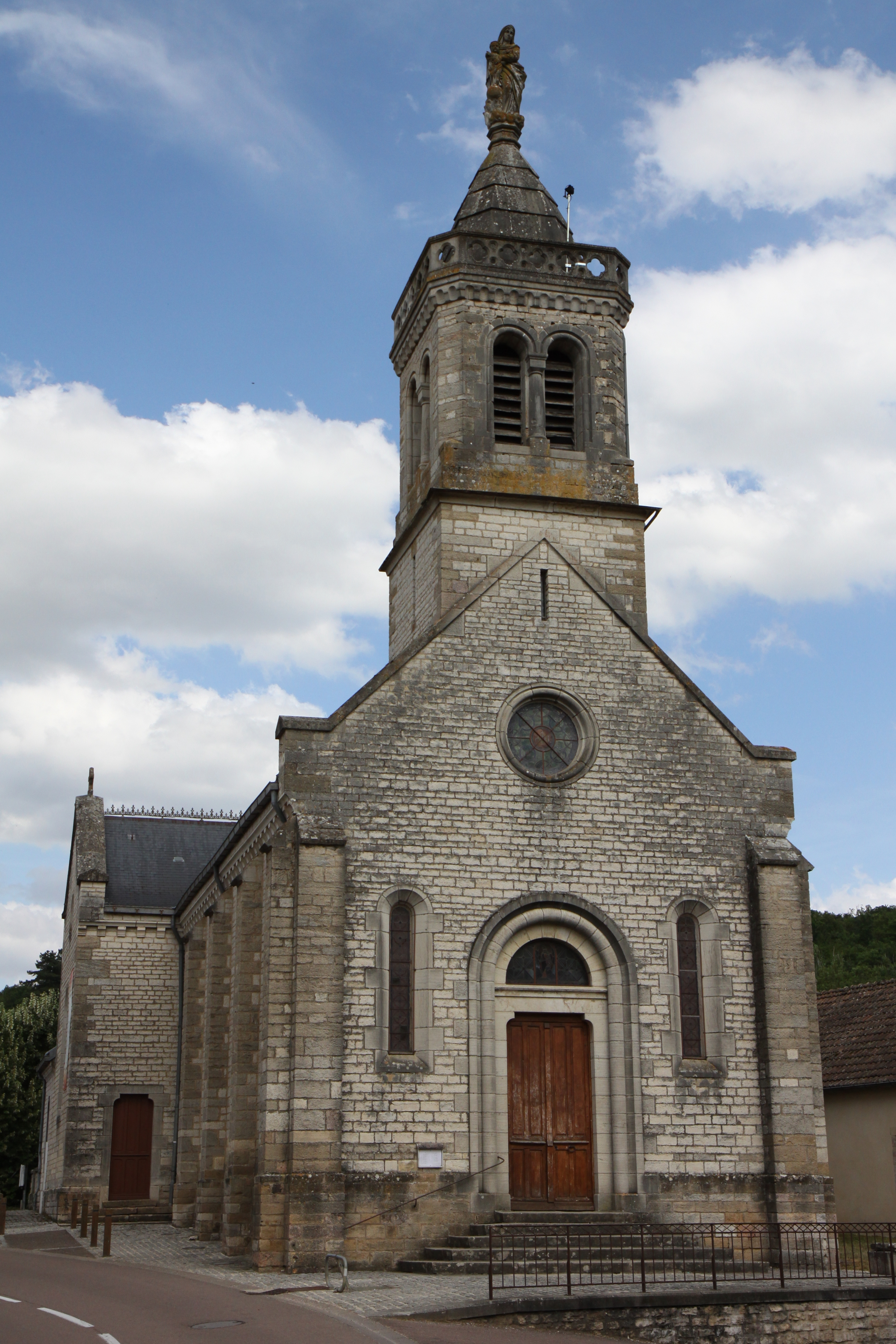
Église de la Nativité
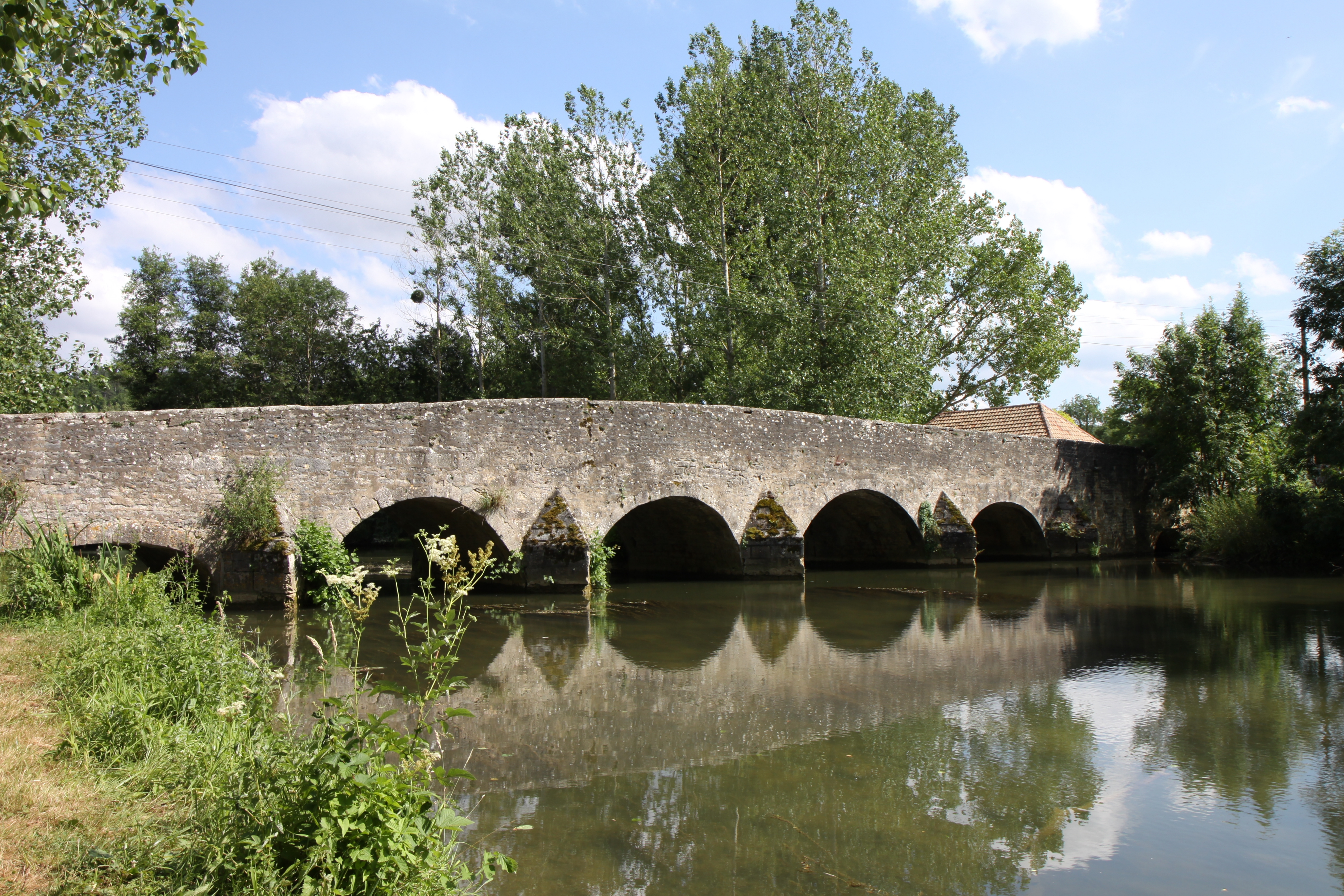
Brücke über die Ouche aus dem 17. Jahrhundert
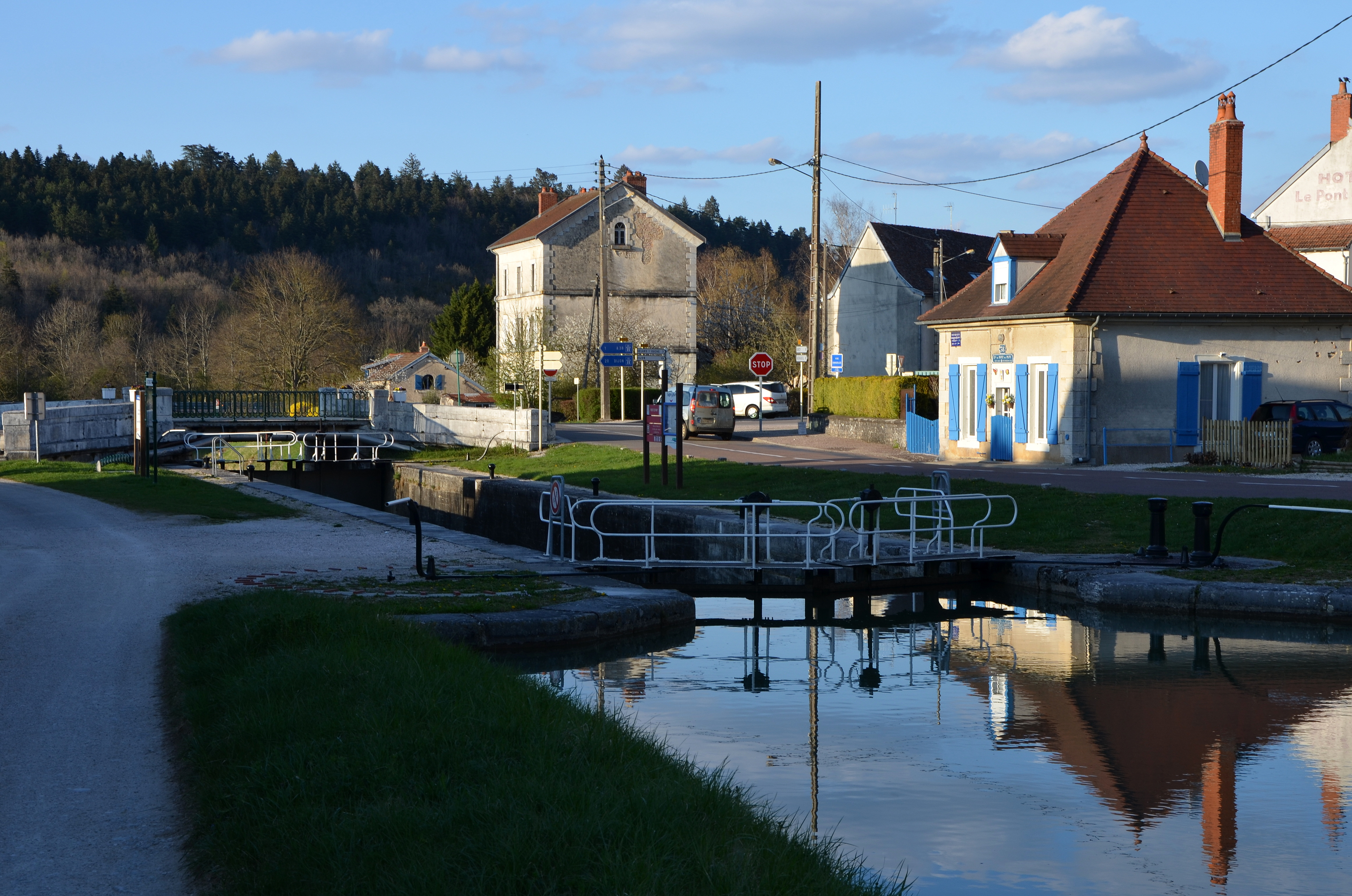
Schloss La Chassagnet (1865)

- Église de la Nativité
- Brücke über die Ouche
- Schleuse Nr. 38 am Canal de Bourgogne